# Falster
Falster sziget Dánia délkeleti részén a Balti-tenger nyugati szélén. Közigazgatásilag a sziget – Lolland keleti részével együtt – Guldborgsund községhez tartozik.

## Földrajz
Itt található Dánia legdélibb pontja, a Gedser Odde, Gedser település közelében.

## Népesség
Legnépesebb települése Nykøbing Falster, ahol a sziget lakosságának mintegy 40%-a él.

## Közlekedés
A szigetet két híd köti össze Sjællanddal, nyugat felé pedig alagúton kapcsolódik Lolland szigetéhez.

## Fordítás
Ez a szócikk részben vagy egészben a Falster című angol Wikipédia-szócikk ezen változatának fordításán alapul.  Az eredeti cikk szerkesztőit annak laptörténete sorolja fel. Ez a jelzés csupán a megfogalmazás eredetét és a szerzői jogokat jelzi, nem szolgál a cikkben szereplő információk forrásmegjelöléseként.